# Бед Ривър
Бед Ривър (на английски: Bad River), (на български: Лоша река) (на езика Дакота: wakpá-šiča; „река-лоша“) е приток на река Мисури, дълга около 161 mi (259 km), която тече в централна Южна Дакота, САЩ.
Реката се формира във Филип, Южна Дакота от сливането на Северен и Южен ръкави. Норт Форк на Бед Ривър  извира в източната част на окръг Пенингтън и тече 51 mi (82 km) на югоизток към Филип, докато Саут Форк на Бед Ривър  се образува от сливането на Уайтуотър Крийк и Биг Бъфало Крийк в окръг Джаксън, в Бъфало Гап Национални пасища и тече 36 mi (58 km) на североизток също към Филип. От Филип Бед Ривър тече на изток-североизток, преминавайки през Мидланд и Капа. Тя се влива в Мисури при Форт Пиер. Водосборният басейн на Бед Ривър е около 3 000 sq mi (7 800 km2) и е разположен на юг от река Шайен в Пиер Хилс и южните плата.
Басейна на реката е богат на манган. В близост до устието недалеч от Форт Пиер, реката се разлива и носи голямо количество тиня.
Името Бад Ривър (Уакпа шича) идва от един случай, когато внезапно придошлите води на реката наводняват индианско село, взимайки много жертви. Исторически Бед Ривър е известна и като река Тетон.